# Front Wyzwolenia Zufaru

Flaga organizacji

Front Wyzwolenia Zufaru (arab. جبهة تحرير ظفار) – organizacja partyzancka z Omanu.

## Historia
Powstał w 1965 roku i w tym samym roku rozpoczął antyrządową kampanię rebeliancką. W 1966 roku członkowie Frontu usiłowali zabić sułtana Sa’ida ibn Tajmura. W 1968 roku przekształcił się w Ludowy Front Wyzwolenia Okupowanej Zatoki Perskiej.

## Wsparcie zagraniczne
Wspierany był przez Jemen Południowy, Irak i Egipt.

## Ideologia
Ideologia Frontu była mieszaniną separatyzmu, arabskiego nacjonalizmu i marksizmu. Celem organizacji była niepodległość Muhafazat Zufar.